# Syzygium aborense
Syzygium aborense är en myrtenväxtart som först beskrevs av Stephen Troyte Dunn, och fick sitt nu gällande namn av N.C. Rathakrishnan och N.Chandrasekharan Nair. Syzygium aborense ingår i släktet Syzygium och familjen myrtenväxter.
Artens utbredningsområde är Arunachal Pradesh. Inga underarter finns listade i Catalogue of Life.